# Талліннський зоопарк
Таллінський зоопарк — зоопарк в Талліні (Естонія), який був заснований в 1939 році. Це єдиний зоопарк в Естонії  і станом на 2012 рік в ньому проживало 13 336 тварин, що представляли 548 видів. З 2009 року це найвідвідуваніший зоопарк у балтійському регіоні.

## Історія
У 1937 році команда естонських стрільців виграла титул чемпіона світу в Гельсінкі. Вони привезли з собою молоду рись на ім’я Ілу, яка стала першим експонатом у зоопарку, що був офіційно відкритий 25 серпня 1939 року. Пізніше рись була обрана гербом тварини зоопарку. 
Спочатку зоопарк базувався на краю парку Кадріорг. Естонія була окупована і анексована Радянським Союзом в 1940 році, відстрочивши планомірний розвиток зоопарку. Він перемістився на 89 гектарів в районі Вескімеца в 1983 році 

## Тварини та експонати
| Група         | Види | Тварини |
| ------------- | ---- | ------- |
| Ссавці        | 90   | 1,296   |
| Птахи         | 123  | 618     |
| Рептилії      | 43   | 156     |
| Земноводні    | 17   | 141     |
| Риба          | 131  | 2373    |
| Безхребетні   | 144  | 8 752   |
| Всього (2012) | 548  | 13 336  |

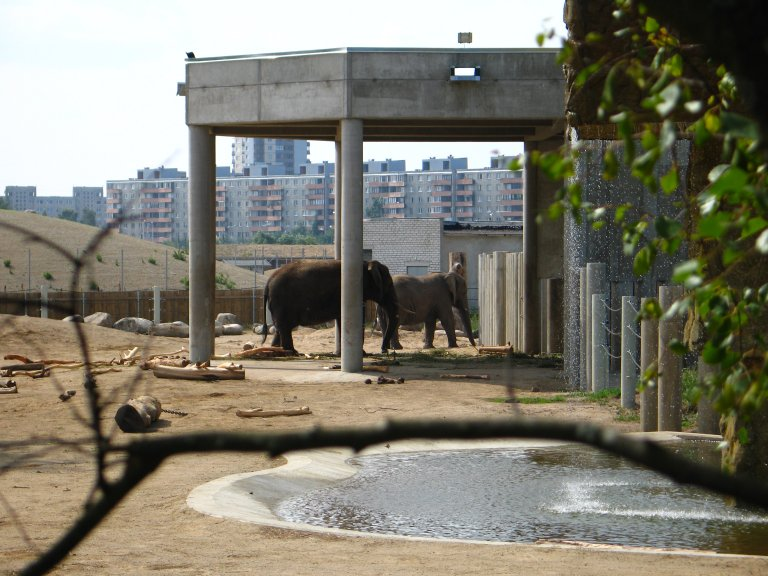
Талліннський зоопарк.

У Талліннському зоопарку є найбільша у світі колекція гірських кіз та овець , а також велика колекція орлів та сов.
У зоопарку є два тропічні будинки, до складу яких входять крокодили та інші плазуни, а також риби, екзотичні птахи, мармозети, шимпанзе та мангусти .
Будинок слонів був побудований в 1989 році на святкування 50-річчя зоопарку. Тут мешкають змії, африканські слони, пігмейські бегемоти, броненосці та гризуни .
Альпінарій є частиною зоопарку з 2004 року. В Альпінарії можна зустріти гірських овець, козелів та снігових барсів .
Комплекс Середньої Азії був побудований у 2002 році та включає таких тварин, як коні Пржевальського, бактрійські верблюди, бізони, яка та гієни . Поблизу середньоазійського комплексу знаходяться фазани та водні пташині озера, де мешкають качки, пелікани, лебеді та інші водні птахи.
Гора Яструб є домом для орлів, грифів і сов. Тут можна зустріти різних стерв'ятників, беркутів, морських орлів Стеллера, сипух та багатьох інших орлів та сов.

## Збереження та розведення

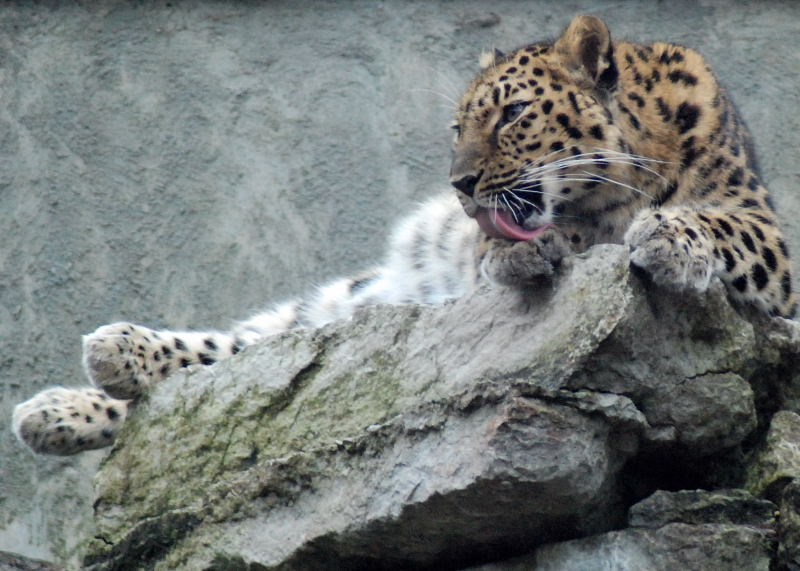
Амурський леопард Дарла в Талліннському зоопарку

Таллінський зоопарк успішно вивів багатьох тварин, серед яких амурський леопард, довгохвостий горал, морський орел Стеллера, чорний носоріг і сніговий барс.
Таллінський зоопарк працює над європейською місією норки з випуску цих зникаючих тварин на волю.

## Інциденти
Наприкінці 2007 року білий ведмідь втік із своєї клітки через людську недбалість і помер після транквілізації.  [Архівовано 11 лютого 2012 у Wayback Machine.]

## Майбутнє
Таллінський зоопарк будує нові експонати для ведмедів, вовків, тигрів та інших тварин, які зараз мешкають у старих військових будівлях. В даний час в зоопарку проводиться велика програма модернізації, яка оновлює об'єкти.